# Tremp
Tremp é um município da Espanha na província de Lérida, comunidade autónoma da Catalunha. Tem 302,8 km² de área e em 2021 tinha 5 893 habitantes (densidade: 19,5 hab./km²). É a capital da comarca de Pallars Jussà.

## Demografia
| Variação demográfica do município entre 1991 e 2004 | Variação demográfica do município entre 1991 e 2004 | Variação demográfica do município entre 1991 e 2004 | Variação demográfica do município entre 1991 e 2004 |
| --------------------------------------------------- | --------------------------------------------------- | --------------------------------------------------- | --------------------------------------------------- |
| 1991                                                | 1996                                                | 2001                                                | 2004                                                |
| 5308                                                | 5503                                                | 5192                                                | 5570                                                |